# خاندان ایتو
خاندان ایتو (به ژاپنی: 伊東氏 Itō-shi) یکی از خاندان های ژاپنی در طول دوره سنگوکو و دوره ادو بود.